# Conflicte de les selfactines

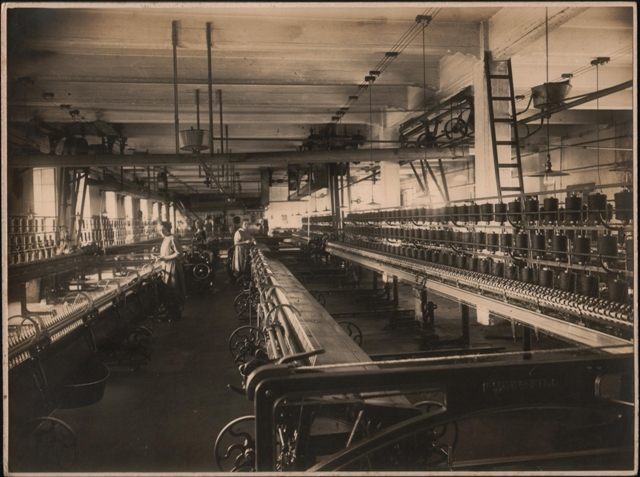
Imatge d'una fàbrica amb filat automatitzat

El Conflicte de les selfactines és el nom amb el qual hom coneix els fets ocorreguts a Barcelona el juliol del 1854, durant la Revolució industrial de Catalunya, contra la mecanització de la filatura amb les màquines anomenades selfactines (de l'anglès self acting), que eren màquines automàtiques de filar que estalviaven mà d'obra, i a les quals se'ls atribuïa l'atur forçós de molts obrers. Les primeres reaccions contra la implantació de maquinària en el procés de la producció i contra l'atur forçós que resultava de la mecanització es van produir a Alcoi el 1821, a Camprodon el 1823, a Barcelona el 1835 i a Igualada al voltant de 1847. Les selfactines van ser introduïdes a Catalunya vers el 1844 al Vapor Vell fundat per Joan Güell i Ferrer. Cinc anys més tard, el 1849, aquestes màquines ja feien anar un total de 91.468 fusos. L'any 1854 passaven dels 200.000 fusos i només a Barcelona hi treballaven més de 1.200 filadors.
El dia 14 de juliol del 1854, enmig de l'eufòria pel triomf de l'alçament progressista contra el govern, una munió d'obrers filadors iniciaren a Barcelona l'incendi de diverses fàbriques on funcionaven selfactines. El dia 16 el capità general Ramón de la Rocha y Duji publicà un ban on es comunicava que serien passats per les armes tots els que atemptessin contra una propietat o contra la seguretat de les persones. Cessaren els incendis, però els filadors, amb la solidaritat dels teixidors, continuaren en vaga de manera pacífica, reclamant la retirada de les selfactines. Més de 50 fàbriques restaven aturades el dia 18 de juliol.
El capità general mantingué converses amb el capdavanter del moviment, l'obrer Josep Barceló, i el dia 25 signava una ordre prohibint l'ús de les selfactines. Paral·lelament es publicà un document signat pels principals dirigents obrers, Ramon Maseras, Miquel Guilleuma, Antoni Gual, Josep Nogué i Josep Barceló, on exposaven al capità general el fonament de les seves demandes. Alhora es produí una forta polèmica periodística entre Laureà Figuerola i dirigents obrers.
El conflicte s'allargà, ja que els fabricants van recórrer l'ordre de prohibició davant el govern de Madrid i els treballadors van continuar la vaga. El dia 8 d'agost el nou capità general, Manuel de La Concha, mantingué una reunió amb els dirigents de les Societats Obreres, d'on va sortir un manifest dels obrers (signat per 19 societats obreres) que donava per acabada la vaga, l'indult per als obrers processats i condemnats i l'obertura d'un període per a la negociació entre fabricants i obrers. Aquest era el darrer acte del conflicte de les selfactines, durant el qual s'havien reconegut oficialment les Societats Obreres i la seva capacitat per a representar col·lectivament els treballadors davant els empresaris, com s'aniria verificant els mesos següents signant diversos convenis col·lectius.
Encara cal dir que el govern de Madrid, el dia 9 d'agost, revocà l'ordre de prohibició de les selfactines, però el temor de les reaccions obreres va fer ajornar la seva publicació fins al maig acord1855. La vaga acabà mitjançant un acord entre fabricants i obrers el 18 d'octubre de 1854, patrocinat pel nou governador civil Pascual Madoz.